# وریک (داکوتای شمالی)
وریک(به انگلیسی: Warwick) شهری در ایالت داکوتای شمالی کشور ایالات متحده آمریکا است که جمعیت آن در سرشماری سال ۲۰۱۰ میلادی، ۶۵ نفر بوده‌است.